# Polyommatus robusta
Polyommatus robusta är en fjärilsart som beskrevs av Turati 1930. Polyommatus robusta ingår i släktet Polyommatus och familjen juvelvingar. Inga underarter finns listade i Catalogue of Life.